# Lista över fotbollsövergångar i Superettan i Sverige 2020
Detta är en lista över fotbollsövergångar i Superettan i Sverige säsongen 2020.

## Superettan

### AFC Eskilstuna

#### Vinterövergångar 2019/2020
| Nr | Land          | Pos | Namn                                                      |
| -- | ------------- | --- | --------------------------------------------------------- |
|    | Sverige       | A   | Viktor Götesson (från Degerfors IF)                       |
|    | Belarus       | F   | Nikita Patsko (från Arsenal Dzerzhinsk)                   |
|    | Belarus       | A   | Yuri Lovets (från Arsenal Dzerzhinsk)                     |
|    | Sverige       | A   | Omar Jemal (från Hellas Verona)                           |
|    | Nederländerna | A   | Lesly de Sa (från Slovan Bratislava)                      |
|    | Sverige       | MF  | Tarik Resic (Uppflyttad från U19-laget)                   |
|    | Sverige       | MV  | Hossin Lagoun (Återvänder efter lån från Vasalunds IF)    |
|    | Mali          | MF  | Mamadou Kouyaté (Återvänder efter lån från Bodens BK)     |
|    | Sverige       | F   | Mehmed Dresevic (Återvänder efter lån från Ljungskile SK) |

| Nr | Land          | Pos | Namn                                                      |
| -- | ------------- | --- | --------------------------------------------------------- |
|    | Sverige       | A   | Viktor Götesson (från Degerfors IF)                       |
|    | Belarus       | F   | Nikita Patsko (från Arsenal Dzerzhinsk)                   |
|    | Belarus       | A   | Yuri Lovets (från Arsenal Dzerzhinsk)                     |
|    | Sverige       | A   | Omar Jemal (från Hellas Verona)                           |
|    | Nederländerna | A   | Lesly de Sa (från Slovan Bratislava)                      |
|    | Sverige       | MF  | Tarik Resic (Uppflyttad från U19-laget)                   |
|    | Sverige       | MV  | Hossin Lagoun (Återvänder efter lån från Vasalunds IF)    |
|    | Mali          | MF  | Mamadou Kouyaté (Återvänder efter lån från Bodens BK)     |
|    | Sverige       | F   | Mehmed Dresevic (Återvänder efter lån från Ljungskile SK) |

| Nr | Land     | Pos | Namn                                                     |
| -- | -------- | --- | -------------------------------------------------------- |
| 3  | Sverige  | F   | Kadir Hodzic (Klubb ej klar)                             |
| 21 | Kosovo   | MF  | Anel Raskaj (Klubb ej klar)                              |
| 9  | Sverige  | A   | Denni Avdić (Klubb ej klar)                              |
| 1  | Sverige  | MV  | Ole Söderberg (Klubb ej klar)                            |
| 15 | Ryssland | MF  | Sandro Tsveiba (Klubb ej klar)                           |
| 20 | Japan    | F   | Soya Takahashi (till Umeå FC)                            |
| 22 | Sverige  | MF  | Adi Nalic (Återvänder efter lån till Malmö FF)           |
| 7  | Sverige  | MF  | Dzenis Kozica (Återvänder efter lån till Djurgårdens IF) |
| 4  | Sverige  | MF  | Pavle Vagic (Återvänder efter lån till Malmö FF)         |

| Nr | Land     | Pos | Namn                                                     |
| -- | -------- | --- | -------------------------------------------------------- |
| 3  | Sverige  | F   | Kadir Hodzic (Klubb ej klar)                             |
| 21 | Kosovo   | MF  | Anel Raskaj (Klubb ej klar)                              |
| 9  | Sverige  | A   | Denni Avdić (Klubb ej klar)                              |
| 1  | Sverige  | MV  | Ole Söderberg (Klubb ej klar)                            |
| 15 | Ryssland | MF  | Sandro Tsveiba (Klubb ej klar)                           |
| 20 | Japan    | F   | Soya Takahashi (till Umeå FC)                            |
| 22 | Sverige  | MF  | Adi Nalic (Återvänder efter lån till Malmö FF)           |
| 7  | Sverige  | MF  | Dzenis Kozica (Återvänder efter lån till Djurgårdens IF) |
| 4  | Sverige  | MF  | Pavle Vagic (Återvänder efter lån till Malmö FF)         |

#### Sommarövergångar 2020
| Nr | Land | Pos | Namn |
| -- | ---- | --- | ---- |

| Nr | Land | Pos | Namn |
| -- | ---- | --- | ---- |

| Nr | Land | Pos | Namn |
| -- | ---- | --- | ---- |

| Nr | Land | Pos | Namn |
| -- | ---- | --- | ---- |

### Akropolis IF

#### Vinterövergångar 2019/2020
| Nr | Land    | Pos | Namn                               |
| -- | ------- | --- | ---------------------------------- |
|    | Sverige | MF  | Marcus Burman (från Nyköpings BIS) |
|    | Sverige | F   | Victor Söderström (från Husby FF)  |
|    | Sverige | MV  | Samuel Brolin (Inlånad från AIK)   |
|    | USA     | A   | Andrew Stadler (från Syrianska FC) |

| Nr | Land    | Pos | Namn                               |
| -- | ------- | --- | ---------------------------------- |
|    | Sverige | MF  | Marcus Burman (från Nyköpings BIS) |
|    | Sverige | F   | Victor Söderström (från Husby FF)  |
|    | Sverige | MV  | Samuel Brolin (Inlånad från AIK)   |
|    | USA     | A   | Andrew Stadler (från Syrianska FC) |

| Nr | Land    | Pos | Namn                              |
| -- | ------- | --- | --------------------------------- |
| 5  | Sverige | F   | Daniel Stensson (till Dalkurd FF) |

| Nr | Land    | Pos | Namn                              |
| -- | ------- | --- | --------------------------------- |
| 5  | Sverige | F   | Daniel Stensson (till Dalkurd FF) |

#### Sommarövergångar 2020
| Nr | Land | Pos | Namn |
| -- | ---- | --- | ---- |

| Nr | Land | Pos | Namn |
| -- | ---- | --- | ---- |

| Nr | Land | Pos | Namn |
| -- | ---- | --- | ---- |

| Nr | Land | Pos | Namn |
| -- | ---- | --- | ---- |

### Dalkurd FF

#### Vinterövergångar 2019/2020
| Nr | Land    | Pos | Namn                                          |
| -- | ------- | --- | --------------------------------------------- |
|    | Sverige | MF  | Gustav Berggren (från AIK)                    |
|    | Sverige | MF  | Suleman Zurmati (från Karlstad BK)            |
|    | Sverige | F   | Johan Falkmar (från IF Brommapojkarna)        |
|    | Island  | MF  | Emil Brekkan (från Uppsala-Kurd FK)           |
|    | Nigeria | A   | John Junior (från IK Sirius)                  |
|    | Sverige | A   | Arian Kabashi (Inlånad från IF Elfsborg)      |
|    | Finland | F   | Samuel Persson (från Sandvikens IF)           |
|    | Bermuda | MF  | Willie Clemons (från Bodens BK)               |
|    | Sverige | F   | Daniel Stensson (från Akropolis IF)           |
|    | Sverige | MF  | Hampus Finndell (Inlånad från Djurgårdens IF) |
|    | Sverige | A   | Eminn Ghozzi (från Enskede IK)                |
|    | Sverige | F   | Oscar Danielsson (från Carlstad United)       |
|    | Sverige | MF  | Patriot Sejdiu (Inlånad från Malmö FF)        |

| Nr | Land    | Pos | Namn                                          |
| -- | ------- | --- | --------------------------------------------- |
|    | Sverige | MF  | Gustav Berggren (från AIK)                    |
|    | Sverige | MF  | Suleman Zurmati (från Karlstad BK)            |
|    | Sverige | F   | Johan Falkmar (från IF Brommapojkarna)        |
|    | Island  | MF  | Emil Brekkan (från Uppsala-Kurd FK)           |
|    | Nigeria | A   | John Junior (från IK Sirius)                  |
|    | Sverige | A   | Arian Kabashi (Inlånad från IF Elfsborg)      |
|    | Finland | F   | Samuel Persson (från Sandvikens IF)           |
|    | Bermuda | MF  | Willie Clemons (från Bodens BK)               |
|    | Sverige | F   | Daniel Stensson (från Akropolis IF)           |
|    | Sverige | MF  | Hampus Finndell (Inlånad från Djurgårdens IF) |
|    | Sverige | A   | Eminn Ghozzi (från Enskede IK)                |
|    | Sverige | F   | Oscar Danielsson (från Carlstad United)       |
|    | Sverige | MF  | Patriot Sejdiu (Inlånad från Malmö FF)        |

| Nr | Land             | Pos | Namn                                                         |
| -- | ---------------- | --- | ------------------------------------------------------------ |
| 10 | Palestina (stat) | A   | Ahmed Awad (Klubb ej klar)                                   |
| 21 | Sverige          | F   | Peshraw Azizi (Klubb ej klar)                                |
| 6  | Sverige          | MF  | Robin Tranberg (till Varbergs BoIS)                          |
| -  | Island           | MF  | Emil Brekkan (Utlånad till Uppsala-Kurd FK)                  |
| 16 | Sverige          | F   | Marcus Thorbjörnsson (Klubb ej klar)                         |
| 25 | Sverige          | F   | Malkolm Moënza (till Spartak Trnava)                         |
| 1  | Sverige          | MV  | Andreas Andersson (till GIF Sundsvall)                       |
| 24 | Nordmakedonien   | MF  | Besard Sabovic (Återvänder efter lån till Djurgårdens IF)    |
| 14 | Sverige          | F   | Christopher McVey (Återvänder efter lån till IF Elfsborg)    |
| 80 | Ghana            | MF  | Frank Arhin (Återvänder efter lån till Östersunds FK)        |
| 11 | Sverige          | MF  | Joseph Ceesay (Återvänder efter lån till Djurgårdens IF)     |
| 9  | Sverige          | A   | Simon Alexandersson (Återvänder efter lån till Kristiansund) |

| Nr | Land             | Pos | Namn                                                         |
| -- | ---------------- | --- | ------------------------------------------------------------ |
| 10 | Palestina (stat) | A   | Ahmed Awad (Klubb ej klar)                                   |
| 21 | Sverige          | F   | Peshraw Azizi (Klubb ej klar)                                |
| 6  | Sverige          | MF  | Robin Tranberg (till Varbergs BoIS)                          |
| -  | Island           | MF  | Emil Brekkan (Utlånad till Uppsala-Kurd FK)                  |
| 16 | Sverige          | F   | Marcus Thorbjörnsson (Klubb ej klar)                         |
| 25 | Sverige          | F   | Malkolm Moënza (till Spartak Trnava)                         |
| 1  | Sverige          | MV  | Andreas Andersson (till GIF Sundsvall)                       |
| 24 | Nordmakedonien   | MF  | Besard Sabovic (Återvänder efter lån till Djurgårdens IF)    |
| 14 | Sverige          | F   | Christopher McVey (Återvänder efter lån till IF Elfsborg)    |
| 80 | Ghana            | MF  | Frank Arhin (Återvänder efter lån till Östersunds FK)        |
| 11 | Sverige          | MF  | Joseph Ceesay (Återvänder efter lån till Djurgårdens IF)     |
| 9  | Sverige          | A   | Simon Alexandersson (Återvänder efter lån till Kristiansund) |

#### Sommarövergångar 2020
| Nr | Land | Pos | Namn |
| -- | ---- | --- | ---- |

| Nr | Land | Pos | Namn |
| -- | ---- | --- | ---- |

| Nr | Land | Pos | Namn |
| -- | ---- | --- | ---- |

| Nr | Land | Pos | Namn |
| -- | ---- | --- | ---- |

### Degerfors IF

#### Vinterövergångar 2019/2020
| Nr | Land    | Pos | Namn                                                    |
| -- | ------- | --- | ------------------------------------------------------- |
|    | Sverige | A   | Villiam Dahlström (från FC Gute)                        |
|    | Sverige | MF  | Sebastian Ohlsson (från Trelleborgs FF)                 |
|    | Sverige | MF  | Christos Gravius (från AIK)                             |
|    | Sverige | MF  | Johan Bertilsson (från Örebro SK)                       |
|    | Sverige | A   | Victor Edvardsen (från Karlstad BK)                     |
|    | Sverige | MF  | Emil Portén (Återvänder efter lån från Nora BK)         |
|    | Sverige | MF  | Erik Grandelius (Återvänder efter lån från Nora BK)     |
|    | Sverige | A   | José Segura Bonilla (Återvänder efter lån från Nora BK) |

| Nr | Land    | Pos | Namn                                                    |
| -- | ------- | --- | ------------------------------------------------------- |
|    | Sverige | A   | Villiam Dahlström (från FC Gute)                        |
|    | Sverige | MF  | Sebastian Ohlsson (från Trelleborgs FF)                 |
|    | Sverige | MF  | Christos Gravius (från AIK)                             |
|    | Sverige | MF  | Johan Bertilsson (från Örebro SK)                       |
|    | Sverige | A   | Victor Edvardsen (från Karlstad BK)                     |
|    | Sverige | MF  | Emil Portén (Återvänder efter lån från Nora BK)         |
|    | Sverige | MF  | Erik Grandelius (Återvänder efter lån från Nora BK)     |
|    | Sverige | A   | José Segura Bonilla (Återvänder efter lån från Nora BK) |

| Nr | Land    | Pos | Namn                                                  |
| -- | ------- | --- | ----------------------------------------------------- |
| 22 | Sverige | F   | Oliver Nilsson (Klubb ej klar)                        |
| 16 | Sverige | A   | Viktor Götesson (till AFC Eskilstuna)                 |
| 7  | Sverige | F   | Nikola Ladan (till GAIS)                              |
| -  | Sverige | A   | Josef Ibrahim (till BK Forward)                       |
| 9  | Sverige | A   | Erik Björndahl (till Örebro SK)                       |
| 13 | Sverige | F   | Filip Stankovic (Klubb ej klar)                       |
| 17 | Sverige | MF  | Andreas Jansson (Klubb ej klar)                       |
| 14 | Sverige | MF  | Mattias Özgun (Återvänder efter lån till IF Elfsborg) |

| Nr | Land    | Pos | Namn                                                  |
| -- | ------- | --- | ----------------------------------------------------- |
| 22 | Sverige | F   | Oliver Nilsson (Klubb ej klar)                        |
| 16 | Sverige | A   | Viktor Götesson (till AFC Eskilstuna)                 |
| 7  | Sverige | F   | Nikola Ladan (till GAIS)                              |
| -  | Sverige | A   | Josef Ibrahim (till BK Forward)                       |
| 9  | Sverige | A   | Erik Björndahl (till Örebro SK)                       |
| 13 | Sverige | F   | Filip Stankovic (Klubb ej klar)                       |
| 17 | Sverige | MF  | Andreas Jansson (Klubb ej klar)                       |
| 14 | Sverige | MF  | Mattias Özgun (Återvänder efter lån till IF Elfsborg) |

#### Sommarövergångar 2020
| Nr | Land | Pos | Namn |
| -- | ---- | --- | ---- |

| Nr | Land | Pos | Namn |
| -- | ---- | --- | ---- |

| Nr | Land | Pos | Namn |
| -- | ---- | --- | ---- |

| Nr | Land | Pos | Namn |
| -- | ---- | --- | ---- |

### GAIS

#### Vinterövergångar 2019/2020
| Nr | Land    | Pos | Namn                                                      |
| -- | ------- | --- | --------------------------------------------------------- |
|    | Sverige | MF  | Jesper Brandt (från Norrby IF)                            |
|    | Sverige | MF  | Nikola Ladan (från Degerfors IF)                          |
|    | Sverige | MV  | Mathias Karlsson (från Örebro SK)                         |
|    | Sverige | F   | Anton Snibb (från Ljungskile SK)                          |
|    | Sverige | F   | Fredrik Martinsson (från Qviding FIF)                     |
|    | Sverige | MF  | Julius Lindberg (från Qviding FIF)                        |
|    | Sverige | MF  | Joackim Åberg (från Onsala BK)                            |
|    | Sverige | A   | Richard Yarsuvat (från Norrby IF)                         |
|    | Sverige | A   | Mervan Celik (från Fatih Karagümrük)                      |
|    | Sverige | MV  | Oscar Ekman (från Asarums IF)                             |
|    | Sverige | MF  | Julius Johansson (Uppflyttad från U19-laget)              |
|    | Sverige | MF  | Adam Wästlund (Återvänder efter lån från Stenungsunds IF) |

| Nr | Land    | Pos | Namn                                                      |
| -- | ------- | --- | --------------------------------------------------------- |
|    | Sverige | MF  | Jesper Brandt (från Norrby IF)                            |
|    | Sverige | MF  | Nikola Ladan (från Degerfors IF)                          |
|    | Sverige | MV  | Mathias Karlsson (från Örebro SK)                         |
|    | Sverige | F   | Anton Snibb (från Ljungskile SK)                          |
|    | Sverige | F   | Fredrik Martinsson (från Qviding FIF)                     |
|    | Sverige | MF  | Julius Lindberg (från Qviding FIF)                        |
|    | Sverige | MF  | Joackim Åberg (från Onsala BK)                            |
|    | Sverige | A   | Richard Yarsuvat (från Norrby IF)                         |
|    | Sverige | A   | Mervan Celik (från Fatih Karagümrük)                      |
|    | Sverige | MV  | Oscar Ekman (från Asarums IF)                             |
|    | Sverige | MF  | Julius Johansson (Uppflyttad från U19-laget)              |
|    | Sverige | MF  | Adam Wästlund (Återvänder efter lån från Stenungsunds IF) |

| Nr | Land      | Pos | Namn                                                      |
| -- | --------- | --- | --------------------------------------------------------- |
| 2  | Sverige   | MF  | Andreas Östling (Klubb ej klar)                           |
| 4  | Sverige   | F   | Alexander Angelin (till Utsiktens BK)                     |
| 21 | Sverige   | MF  | Karl Bohm (till Utsiktens BK)                             |
| 10 | Kosovo    | A   | Leonard Pllana (till IK Brage)                            |
| 17 | Sverige   | F   | Niklas Olsson (till Ljungskile SK)                        |
| 12 | Brasilien | F   | Henrique Moura (till Boa)                                 |
| 25 | Sverige   | F   | Milos Andelkovic (Klubb ej klar)                          |
| 1  | Sverige   | MV  | Damir Mehić (till Östers IF)                              |
| 4  | Sverige   | MF  | Marcus Bergholtz (till Lindome GIF)                       |
| 24 | Brasilien | F   | Netinho (Klubb ej klar)                                   |
| 19 | Sverige   | A   | Måns Saebbö (till FC Trollhättan)                         |
| 14 | Irland    | A   | Aaron Drinan (Återvänder efter lån till Ipswich Town)     |
| 30 | Sverige   | MV  | Marko Johansson (Återvänder efter lån till Malmö FF)      |
| 8  | Sverige   | MF  | Rasmus Rosenqvist (Återvänder efter lån till IF Elfsborg) |

| Nr | Land      | Pos | Namn                                                      |
| -- | --------- | --- | --------------------------------------------------------- |
| 2  | Sverige   | MF  | Andreas Östling (Klubb ej klar)                           |
| 4  | Sverige   | F   | Alexander Angelin (till Utsiktens BK)                     |
| 21 | Sverige   | MF  | Karl Bohm (till Utsiktens BK)                             |
| 10 | Kosovo    | A   | Leonard Pllana (till IK Brage)                            |
| 17 | Sverige   | F   | Niklas Olsson (till Ljungskile SK)                        |
| 12 | Brasilien | F   | Henrique Moura (till Boa)                                 |
| 25 | Sverige   | F   | Milos Andelkovic (Klubb ej klar)                          |
| 1  | Sverige   | MV  | Damir Mehić (till Östers IF)                              |
| 4  | Sverige   | MF  | Marcus Bergholtz (till Lindome GIF)                       |
| 24 | Brasilien | F   | Netinho (Klubb ej klar)                                   |
| 19 | Sverige   | A   | Måns Saebbö (till FC Trollhättan)                         |
| 14 | Irland    | A   | Aaron Drinan (Återvänder efter lån till Ipswich Town)     |
| 30 | Sverige   | MV  | Marko Johansson (Återvänder efter lån till Malmö FF)      |
| 8  | Sverige   | MF  | Rasmus Rosenqvist (Återvänder efter lån till IF Elfsborg) |

#### Sommarövergångar 2020
| Nr | Land | Pos | Namn |
| -- | ---- | --- | ---- |

| Nr | Land | Pos | Namn |
| -- | ---- | --- | ---- |

| Nr | Land | Pos | Namn |
| -- | ---- | --- | ---- |

| Nr | Land | Pos | Namn |
| -- | ---- | --- | ---- |

### GIF Sundsvall

#### Vinterövergångar 2019/2020
| Nr | Land    | Pos | Namn                                          |
| -- | ------- | --- | --------------------------------------------- |
|    | Sverige | MF  | Pontus Silfwer (från Mjöndalen)               |
|    | Sverige | F   | Anton Eriksson (från Umeå FC)                 |
|    | Sverige | F   | Johan Andersson (Inlånad från Djurgårdens IF) |
|    | Sverige | A   | Pontus Engblom (från Sandefjord)              |
|    | Sverige | MV  | Andreas Andersson (från Dalkurd FF)           |
|    | Sverige | F   | Albin Ekström (Uppflyttad från U19-laget)     |
|    | Sverige | MF  | Albin Palmlöv (Uppflyttad från U19-laget)     |
|    | Sverige | MF  | Ludvig Nåvik (Uppflyttad från U19-laget)      |

| Nr | Land    | Pos | Namn                                          |
| -- | ------- | --- | --------------------------------------------- |
|    | Sverige | MF  | Pontus Silfwer (från Mjöndalen)               |
|    | Sverige | F   | Anton Eriksson (från Umeå FC)                 |
|    | Sverige | F   | Johan Andersson (Inlånad från Djurgårdens IF) |
|    | Sverige | A   | Pontus Engblom (från Sandefjord)              |
|    | Sverige | MV  | Andreas Andersson (från Dalkurd FF)           |
|    | Sverige | F   | Albin Ekström (Uppflyttad från U19-laget)     |
|    | Sverige | MF  | Albin Palmlöv (Uppflyttad från U19-laget)     |
|    | Sverige | MF  | Ludvig Nåvik (Uppflyttad från U19-laget)      |

| Nr | Land           | Pos | Namn                                                       |
| -- | -------------- | --- | ---------------------------------------------------------- |
| 70 | Nigeria        | A   | Chidi Omeje (Klubb ej klar)                                |
| 8  | Spanien        | MF  | David Batanero (till Mjällby AIF)                          |
| 22 | Jordanien      | F   | Jonathan Tamimi (Klubb ej klar)                            |
| 7  | Spanien        | A   | Pol Roigé (till Petrolul Ploiesti)                         |
| 16 | Spanien        | F   | Carlos Gracia (till ŁKS Łódź)                              |
| 19 | Spanien        | F   | Pol Moreno (till Cornellà)                                 |
| 30 | Liberia        | A   | Peter Wilson (till Sheriff Tiraspol)                       |
| 2  | Guinea         | F   | Pa Konate (Klubb ej klar)                                  |
| 5  | Sverige        | F   | Eric Björkander (till Mjällby AIF)                         |
| 28 | Sverige        | MF  | Omar Eddahri (Klubb ej klar)                               |
| 20 | Nordmakedonien | MV  | David Mitov Nilsson (till Sarpsborg)                       |
| -  | Sverige        | MF  | Jonathan Morsay (till Chievo Verona)                       |
| 21 | Sverige        | MF  | Johan Blomberg (Återvänder efter lån till Colorado Rapids) |

| Nr | Land           | Pos | Namn                                                       |
| -- | -------------- | --- | ---------------------------------------------------------- |
| 70 | Nigeria        | A   | Chidi Omeje (Klubb ej klar)                                |
| 8  | Spanien        | MF  | David Batanero (till Mjällby AIF)                          |
| 22 | Jordanien      | F   | Jonathan Tamimi (Klubb ej klar)                            |
| 7  | Spanien        | A   | Pol Roigé (till Petrolul Ploiesti)                         |
| 16 | Spanien        | F   | Carlos Gracia (till ŁKS Łódź)                              |
| 19 | Spanien        | F   | Pol Moreno (till Cornellà)                                 |
| 30 | Liberia        | A   | Peter Wilson (till Sheriff Tiraspol)                       |
| 2  | Guinea         | F   | Pa Konate (Klubb ej klar)                                  |
| 5  | Sverige        | F   | Eric Björkander (till Mjällby AIF)                         |
| 28 | Sverige        | MF  | Omar Eddahri (Klubb ej klar)                               |
| 20 | Nordmakedonien | MV  | David Mitov Nilsson (till Sarpsborg)                       |
| -  | Sverige        | MF  | Jonathan Morsay (till Chievo Verona)                       |
| 21 | Sverige        | MF  | Johan Blomberg (Återvänder efter lån till Colorado Rapids) |

#### Sommarövergångar 2020
| Nr | Land | Pos | Namn |
| -- | ---- | --- | ---- |

| Nr | Land | Pos | Namn |
| -- | ---- | --- | ---- |

| Nr | Land | Pos | Namn |
| -- | ---- | --- | ---- |

| Nr | Land | Pos | Namn |
| -- | ---- | --- | ---- |

### Halmstads BK

#### Vinterövergångar 2019/2020
| Nr | Land    | Pos | Namn                                                          |
| -- | ------- | --- | ------------------------------------------------------------- |
|    | Sverige | MF  | Robin Östlind (från Falkenbergs FF)                           |
|    | Sverige | MF  | Samuel Kroon (från Umeå FC)                                   |
|    | Sverige | F   | Viktor Ljung (från IFK Värnamo)                               |
|    | Sverige | F   | Jacob Olsson (Uppflyttad från U19-laget)                      |
|    | Island  | MF  | Höskuldur Gunnlaugsson (Återvänder efter lån från Breidablik) |

| Nr | Land    | Pos | Namn                                                          |
| -- | ------- | --- | ------------------------------------------------------------- |
|    | Sverige | MF  | Robin Östlind (från Falkenbergs FF)                           |
|    | Sverige | MF  | Samuel Kroon (från Umeå FC)                                   |
|    | Sverige | F   | Viktor Ljung (från IFK Värnamo)                               |
|    | Sverige | F   | Jacob Olsson (Uppflyttad från U19-laget)                      |
|    | Island  | MF  | Höskuldur Gunnlaugsson (Återvänder efter lån från Breidablik) |

| Nr | Land    | Pos | Namn                                   |
| -- | ------- | --- | -------------------------------------- |
| 15 | Sverige | F   | Peter Larsson (Avslutat karriären)     |
| 28 | Sverige | F   | Jesper Westerberg (Avslutat karriären) |
| 9  | Sverige | A   | Johan Oremo (till Wigry Suwałki)       |

| Nr | Land    | Pos | Namn                                   |
| -- | ------- | --- | -------------------------------------- |
| 15 | Sverige | F   | Peter Larsson (Avslutat karriären)     |
| 28 | Sverige | F   | Jesper Westerberg (Avslutat karriären) |
| 9  | Sverige | A   | Johan Oremo (till Wigry Suwałki)       |

#### Sommarövergångar 2020
| Nr | Land | Pos | Namn |
| -- | ---- | --- | ---- |

| Nr | Land | Pos | Namn |
| -- | ---- | --- | ---- |

| Nr | Land | Pos | Namn |
| -- | ---- | --- | ---- |

| Nr | Land | Pos | Namn |
| -- | ---- | --- | ---- |

### IK Brage

#### Vinterövergångar 2019/2020
| Nr | Land      | Pos | Namn                                                        |
| -- | --------- | --- | ----------------------------------------------------------- |
|    | Kosovo    | A   | Leonard Pllana (från GAIS)                                  |
|    | Sydafrika | MF  | Bantu Mzwakali (från Cape Umoya United)                     |
|    | Ryssland  | MF  | Nikita Kashayev (från Zorky Krasnogorsk)                    |
|    | Sverige   | F   | Lukas Hiltunen (Återvänder efter lån från Kvarnsvedens IK)  |
|    | Sverige   | MF  | Marcus Bergsten (Återvänder efter lån från Kvarnsvedens IK) |
|    | Sverige   | A   | Pontus Jonsson (Återvänder efter lån från Kvarnsvedens IK)  |

| Nr | Land      | Pos | Namn                                                        |
| -- | --------- | --- | ----------------------------------------------------------- |
|    | Kosovo    | A   | Leonard Pllana (från GAIS)                                  |
|    | Sydafrika | MF  | Bantu Mzwakali (från Cape Umoya United)                     |
|    | Ryssland  | MF  | Nikita Kashayev (från Zorky Krasnogorsk)                    |
|    | Sverige   | F   | Lukas Hiltunen (Återvänder efter lån från Kvarnsvedens IK)  |
|    | Sverige   | MF  | Marcus Bergsten (Återvänder efter lån från Kvarnsvedens IK) |
|    | Sverige   | A   | Pontus Jonsson (Återvänder efter lån från Kvarnsvedens IK)  |

| Nr | Land    | Pos | Namn                                                      |
| -- | ------- | --- | --------------------------------------------------------- |
| 6  | Sverige | F   | Benjamin Hjertstrand (till Örebro SK)                     |
| 10 | Sverige | F   | Simon Stenberg (Avslutat karriären)                       |
| 3  | Sverige | F   | Viktor Bergh (till Norrby IF)                             |
| 15 | Sverige | MF  | Jonathan Morsay (Återvänder efter lån till GIF Sundsvall) |

| Nr | Land    | Pos | Namn                                                      |
| -- | ------- | --- | --------------------------------------------------------- |
| 6  | Sverige | F   | Benjamin Hjertstrand (till Örebro SK)                     |
| 10 | Sverige | F   | Simon Stenberg (Avslutat karriären)                       |
| 3  | Sverige | F   | Viktor Bergh (till Norrby IF)                             |
| 15 | Sverige | MF  | Jonathan Morsay (Återvänder efter lån till GIF Sundsvall) |

#### Sommarövergångar 2020
| Nr | Land | Pos | Namn |
| -- | ---- | --- | ---- |

| Nr | Land | Pos | Namn |
| -- | ---- | --- | ---- |

| Nr | Land | Pos | Namn |
| -- | ---- | --- | ---- |

| Nr | Land | Pos | Namn |
| -- | ---- | --- | ---- |

### Jönköpings Södra IF

#### Vinterövergångar 2019/2020
| Nr | Land    | Pos | Namn                                           |
| -- | ------- | --- | ---------------------------------------------- |
|    | Sverige | MF  | Daniel Ljung (från Assyriska Turabdin)         |
|    | Sverige | A   | Amar Muhsin (från Utsiktens BK)                |
|    | Sverige | F   | Kevin Rodeblad Lowe (från Enköpings SK)        |
|    | Sverige | A   | Perparim Beqaj (från Varbergs BoIS)            |
|    | Sverige | MF  | Moustafa Zeidan (från IK Frej)                 |
|    | Kenya   | MF  | Eric Johana Omondi (från IF Brommapojkarna)    |
|    | Sverige | MF  | Smajl Suljevic (från Internacional de Madrid)  |
|    | Sverige | F   | Mikael Marqués (från IFK Malmö)                |
|    | Sverige | MF  | Daniel Strandsäter (Uppflyttad från U19-laget) |

| Nr | Land    | Pos | Namn                                           |
| -- | ------- | --- | ---------------------------------------------- |
|    | Sverige | MF  | Daniel Ljung (från Assyriska Turabdin)         |
|    | Sverige | A   | Amar Muhsin (från Utsiktens BK)                |
|    | Sverige | F   | Kevin Rodeblad Lowe (från Enköpings SK)        |
|    | Sverige | A   | Perparim Beqaj (från Varbergs BoIS)            |
|    | Sverige | MF  | Moustafa Zeidan (från IK Frej)                 |
|    | Kenya   | MF  | Eric Johana Omondi (från IF Brommapojkarna)    |
|    | Sverige | MF  | Smajl Suljevic (från Internacional de Madrid)  |
|    | Sverige | F   | Mikael Marqués (från IFK Malmö)                |
|    | Sverige | MF  | Daniel Strandsäter (Uppflyttad från U19-laget) |

| Nr | Land          | Pos | Namn                                    |
| -- | ------------- | --- | --------------------------------------- |
| 9  | Sverige       | A   | Tommy Thelin (Avslutat karriären)       |
| 17 | Nordirland    | MF  | Daryl Smylie (till Assyriska Turabdin)  |
| 8  | Sverige       | F   | Joakim Karlsson (till Örgryte IS)       |
| 3  | Sverige       | F   | Tom Siwe (till Ljungskile SK)           |
| 14 | Nederländerna | MF  | Liban Abdulahi (Klubb ej klar)          |
| 10 | Sverige       | A   | Jakob Orlov (Klubb ej klar)             |
| 4  | Sverige       | F   | Max Watson (till Mjällby AIF)           |
| 19 | Sverige       | F   | Alexander Jallow (till IFK Göteborg)    |
| 27 | Sverige       | MF  | Adam Gemheden (Klubb ej klar)           |
| 28 | Sverige       | F   | Alex Petrovic (till Assyriska Turabdin) |
| 29 | Sverige       | F   | Igor Popanicic (Klubb ej klar)          |

| Nr | Land          | Pos | Namn                                    |
| -- | ------------- | --- | --------------------------------------- |
| 9  | Sverige       | A   | Tommy Thelin (Avslutat karriären)       |
| 17 | Nordirland    | MF  | Daryl Smylie (till Assyriska Turabdin)  |
| 8  | Sverige       | F   | Joakim Karlsson (till Örgryte IS)       |
| 3  | Sverige       | F   | Tom Siwe (till Ljungskile SK)           |
| 14 | Nederländerna | MF  | Liban Abdulahi (Klubb ej klar)          |
| 10 | Sverige       | A   | Jakob Orlov (Klubb ej klar)             |
| 4  | Sverige       | F   | Max Watson (till Mjällby AIF)           |
| 19 | Sverige       | F   | Alexander Jallow (till IFK Göteborg)    |
| 27 | Sverige       | MF  | Adam Gemheden (Klubb ej klar)           |
| 28 | Sverige       | F   | Alex Petrovic (till Assyriska Turabdin) |
| 29 | Sverige       | F   | Igor Popanicic (Klubb ej klar)          |

#### Sommarövergångar 2020
| Nr | Land | Pos | Namn |
| -- | ---- | --- | ---- |

| Nr | Land | Pos | Namn |
| -- | ---- | --- | ---- |

| Nr | Land | Pos | Namn |
| -- | ---- | --- | ---- |

| Nr | Land | Pos | Namn |
| -- | ---- | --- | ---- |

### Ljungskile SK

#### Vinterövergångar 2019/2020
| Nr | Land    | Pos | Namn                                |
| -- | ------- | --- | ----------------------------------- |
|    | Sverige | MF  | Joakim Olausson (från Utsiktens BK) |
|    | Sverige | F   | Adam Rosén (från Utsiktens BK)      |
|    | Sverige | F   | Teodor Wålemark (från BK Häcken)    |
|    | Sverige | F   | Adam Söndergaard (från BK Häcken)   |
|    | Sverige | MF  | Niklas Olsson (från GAIS)           |
|    | Sverige | MF  | Albin Skoglund (från Utsiktens BK)  |
|    | Sverige | F   | Tom Siwe (från Jönköpings Södra IF) |
|    | Sverige | F   | Johannes Vall (från IFK Norrköping) |

| Nr | Land    | Pos | Namn                                |
| -- | ------- | --- | ----------------------------------- |
|    | Sverige | MF  | Joakim Olausson (från Utsiktens BK) |
|    | Sverige | F   | Adam Rosén (från Utsiktens BK)      |
|    | Sverige | F   | Teodor Wålemark (från BK Häcken)    |
|    | Sverige | F   | Adam Söndergaard (från BK Häcken)   |
|    | Sverige | MF  | Niklas Olsson (från GAIS)           |
|    | Sverige | MF  | Albin Skoglund (från Utsiktens BK)  |
|    | Sverige | F   | Tom Siwe (från Jönköpings Södra IF) |
|    | Sverige | F   | Johannes Vall (från IFK Norrköping) |

| Nr | Land                    | Pos | Namn                                                       |
| -- | ----------------------- | --- | ---------------------------------------------------------- |
| 24 | Bosnien och Hercegovina | MF  | Aleksandar Kitić (Avslutat karriären)                      |
| 7  | Sverige                 | F   | Jonathan Gustafsson (till IK Oddevold)                     |
| 21 | Sverige                 | F   | Anton Snibb (till GAIS)                                    |
| 6  | Sverige                 | A   | Joel Palmquist (Klubb ej klar)                             |
| 8  | Sverige                 | MF  | Erik Westermark (till Utsiktens BK)                        |
| -  | Nigeria                 | A   | Aniekpeno Udoh (till KuPS)                                 |
| 25 | Norge                   | MF  | Edin Öy (Klubb ej klar)                                    |
| 14 | Sverige                 | F   | Mehmed Dresevic (Återvänder efter lån till AFC Eskilstuna) |

| Nr | Land                    | Pos | Namn                                                       |
| -- | ----------------------- | --- | ---------------------------------------------------------- |
| 24 | Bosnien och Hercegovina | MF  | Aleksandar Kitić (Avslutat karriären)                      |
| 7  | Sverige                 | F   | Jonathan Gustafsson (till IK Oddevold)                     |
| 21 | Sverige                 | F   | Anton Snibb (till GAIS)                                    |
| 6  | Sverige                 | A   | Joel Palmquist (Klubb ej klar)                             |
| 8  | Sverige                 | MF  | Erik Westermark (till Utsiktens BK)                        |
| -  | Nigeria                 | A   | Aniekpeno Udoh (till KuPS)                                 |
| 25 | Norge                   | MF  | Edin Öy (Klubb ej klar)                                    |
| 14 | Sverige                 | F   | Mehmed Dresevic (Återvänder efter lån till AFC Eskilstuna) |

#### Sommarövergångar 2020
| Nr | Land | Pos | Namn |
| -- | ---- | --- | ---- |

| Nr | Land | Pos | Namn |
| -- | ---- | --- | ---- |

| Nr | Land | Pos | Namn |
| -- | ---- | --- | ---- |

| Nr | Land | Pos | Namn |
| -- | ---- | --- | ---- |

### Norrby IF

#### Vinterövergångar 2019/2020
| Nr | Land      | Pos | Namn                                             |
| -- | --------- | --- | ------------------------------------------------ |
|    | Sverige   | F   | Viktor Bergh (från IK Brage)                     |
|    | Sverige   | MF  | Albin Sohlberg Gashi (från Vårgårda IK)          |
|    | Sverige   | MF  | Benjamin Arapovic (från BK Häcken)               |
|    | Sverige   | A   | Rasmus Örqvist (från Skövde AIK)                 |
|    | Sverige   | F   | Abdelkarim Mammar Chaouche (från Sollentuna FK)  |
|    | Nigeria   | A   | Oke Akpoveta (från IK Frej)                      |
|    | Argentina | A   | Ezequiel Montagna (från Tigre)                   |
|    | Sverige   | MV  | Tim Svensson Lillvik (Uppflyttad från U19-laget) |

| Nr | Land      | Pos | Namn                                             |
| -- | --------- | --- | ------------------------------------------------ |
|    | Sverige   | F   | Viktor Bergh (från IK Brage)                     |
|    | Sverige   | MF  | Albin Sohlberg Gashi (från Vårgårda IK)          |
|    | Sverige   | MF  | Benjamin Arapovic (från BK Häcken)               |
|    | Sverige   | A   | Rasmus Örqvist (från Skövde AIK)                 |
|    | Sverige   | F   | Abdelkarim Mammar Chaouche (från Sollentuna FK)  |
|    | Nigeria   | A   | Oke Akpoveta (från IK Frej)                      |
|    | Argentina | A   | Ezequiel Montagna (från Tigre)                   |
|    | Sverige   | MV  | Tim Svensson Lillvik (Uppflyttad från U19-laget) |

| Nr | Land    | Pos | Namn                                  |
| -- | ------- | --- | ------------------------------------- |
| 17 | Marocko | F   | Jasin Khayat (till Mjällby AIF)       |
| 5  | Sverige | MF  | Jesper Brandt (till GAIS)             |
| 31 | Sverige | MV  | Erik Ekström (till Sandareds IF)      |
| 9  | Sverige | A   | Hugo Svensson (till Tvååkers IF)      |
| 22 | Sverige | MF  | Arvin Shojaee (till Assyriska BK)     |
| 7  | Sverige | MF  | Dijan Vukojevic (till Spartak Trnava) |
| 4  | Sverige | F   | Didric Andersson (till Husqvarna FF)  |
| -  | Sverige | F   | Anton Maikkula (till Utsiktens BK)    |
| 12 | Sverige | A   | Richard Yarsuvat (till GAIS)          |

| Nr | Land    | Pos | Namn                                  |
| -- | ------- | --- | ------------------------------------- |
| 17 | Marocko | F   | Jasin Khayat (till Mjällby AIF)       |
| 5  | Sverige | MF  | Jesper Brandt (till GAIS)             |
| 31 | Sverige | MV  | Erik Ekström (till Sandareds IF)      |
| 9  | Sverige | A   | Hugo Svensson (till Tvååkers IF)      |
| 22 | Sverige | MF  | Arvin Shojaee (till Assyriska BK)     |
| 7  | Sverige | MF  | Dijan Vukojevic (till Spartak Trnava) |
| 4  | Sverige | F   | Didric Andersson (till Husqvarna FF)  |
| -  | Sverige | F   | Anton Maikkula (till Utsiktens BK)    |
| 12 | Sverige | A   | Richard Yarsuvat (till GAIS)          |

#### Sommarövergångar 2020
| Nr | Land | Pos | Namn |
| -- | ---- | --- | ---- |

| Nr | Land | Pos | Namn |
| -- | ---- | --- | ---- |

| Nr | Land | Pos | Namn |
| -- | ---- | --- | ---- |

| Nr | Land | Pos | Namn |
| -- | ---- | --- | ---- |

### Trelleborgs FF

#### Vinterövergångar 2019/2020
| Nr | Land    | Pos | Namn                                                     |
| -- | ------- | --- | -------------------------------------------------------- |
|    | Sverige | F   | Fritiof Björkén (från IF Brommapojkarna)                 |
|    | Sverige | F   | Fredrik Liverstam (från Helsingborgs IF)                 |
|    | Sverige | MV  | Hampus Nilsson (från Falkenbergs FF)                     |
|    | Sverige | A   | Måns Söderqvist (från Kalmar FF)                         |
|    | Sverige | MV  | Merlin Nuhanovic (Återvänder efter lån från Österlen FF) |

| Nr | Land    | Pos | Namn                                                     |
| -- | ------- | --- | -------------------------------------------------------- |
|    | Sverige | F   | Fritiof Björkén (från IF Brommapojkarna)                 |
|    | Sverige | F   | Fredrik Liverstam (från Helsingborgs IF)                 |
|    | Sverige | MV  | Hampus Nilsson (från Falkenbergs FF)                     |
|    | Sverige | A   | Måns Söderqvist (från Kalmar FF)                         |
|    | Sverige | MV  | Merlin Nuhanovic (Återvänder efter lån från Österlen FF) |

| Nr | Land    | Pos | Namn                                                |
| -- | ------- | --- | --------------------------------------------------- |
| 10 | Sverige | MF  | Zoran Jovanović (till Österlen FF)                  |
| 8  | Sverige | MF  | Robin Nilsson (till Ängelholms FF)                  |
| 3  | Sverige | MF  | Sebastian Ohlsson (till Degerfors IF)               |
| 2  | Sverige | F   | Albin Nilsson (till IFK Hässleholm)                 |
| 33 | Ghana   | A   | Dennis Antwi (Klubb ej klar)                        |
| 21 | Sverige | A   | Noah Christoffersson (till Eskilsminne IF)          |
| 23 | Sverige | F   | Hugo Andersson (Återvänder efter lån till Malmö FF) |

| Nr | Land    | Pos | Namn                                                |
| -- | ------- | --- | --------------------------------------------------- |
| 10 | Sverige | MF  | Zoran Jovanović (till Österlen FF)                  |
| 8  | Sverige | MF  | Robin Nilsson (till Ängelholms FF)                  |
| 3  | Sverige | MF  | Sebastian Ohlsson (till Degerfors IF)               |
| 2  | Sverige | F   | Albin Nilsson (till IFK Hässleholm)                 |
| 33 | Ghana   | A   | Dennis Antwi (Klubb ej klar)                        |
| 21 | Sverige | A   | Noah Christoffersson (till Eskilsminne IF)          |
| 23 | Sverige | F   | Hugo Andersson (Återvänder efter lån till Malmö FF) |

#### Sommarövergångar 2020
| Nr | Land | Pos | Namn |
| -- | ---- | --- | ---- |

| Nr | Land | Pos | Namn |
| -- | ---- | --- | ---- |

| Nr | Land | Pos | Namn |
| -- | ---- | --- | ---- |

| Nr | Land | Pos | Namn |
| -- | ---- | --- | ---- |

### Umeå FC

#### Vinterövergångar 2019/2020
| Nr | Land    | Pos | Namn                                  |
| -- | ------- | --- | ------------------------------------- |
|    | Sverige | A   | Timothy McNeil (från Carlstad United) |
|    | Sverige | MF  | Enis Ahmetovic (från Nyköpings BIS)   |
|    | Uganda  | A   | Alexis Bbakka (från Carlstad United)  |
|    | Sverige | F   | Jakob Bergman (från Varbergs BoIS)    |

| Nr | Land    | Pos | Namn                                  |
| -- | ------- | --- | ------------------------------------- |
|    | Sverige | A   | Timothy McNeil (från Carlstad United) |
|    | Sverige | MF  | Enis Ahmetovic (från Nyköpings BIS)   |
|    | Uganda  | A   | Alexis Bbakka (från Carlstad United)  |
|    | Sverige | F   | Jakob Bergman (från Varbergs BoIS)    |

| Nr | Land          | Pos | Namn                                             |
| -- | ------------- | --- | ------------------------------------------------ |
| 11 | Sverige       | MF  | Samuel Kroon (till Halmstads BK)                 |
| 2  | Nederländerna | F   | Omar El Baad (Klubb ej klar)                     |
| 9  | USA           | A   | Jason Romero (Klubb ej klar)                     |
| 7  | Sverige       | MF  | Seif Kadhim (Klubb ej klar)                      |
| 14 | Sverige       | F   | Anton Eriksson (till GIF Sundsvall)              |
| 18 | Nigeria       | A   | Isaac Boye (Återvänder efter lån till Örebro SK) |

| Nr | Land          | Pos | Namn                                             |
| -- | ------------- | --- | ------------------------------------------------ |
| 11 | Sverige       | MF  | Samuel Kroon (till Halmstads BK)                 |
| 2  | Nederländerna | F   | Omar El Baad (Klubb ej klar)                     |
| 9  | USA           | A   | Jason Romero (Klubb ej klar)                     |
| 7  | Sverige       | MF  | Seif Kadhim (Klubb ej klar)                      |
| 14 | Sverige       | F   | Anton Eriksson (till GIF Sundsvall)              |
| 18 | Nigeria       | A   | Isaac Boye (Återvänder efter lån till Örebro SK) |

#### Sommarövergångar 2020
| Nr | Land | Pos | Namn |
| -- | ---- | --- | ---- |

| Nr | Land | Pos | Namn |
| -- | ---- | --- | ---- |

| Nr | Land | Pos | Namn |
| -- | ---- | --- | ---- |

| Nr | Land | Pos | Namn |
| -- | ---- | --- | ---- |

### Västerås SK

#### Vinterövergångar 2019/2020
| Nr | Land      | Pos | Namn                                                     |
| -- | --------- | --- | -------------------------------------------------------- |
|    | Sverige   | F   | David Engström (från Örgryte IS)                         |
|    | Brasilien | MF  | Pedro Ribeiro (från IK Frej)                             |
|    | Sverige   | F   | Filip Almström Tähti (från Örgryte IS)                   |
|    | Sverige   | F   | Viktor Steen (Uppflyttad från U19-laget)                 |
|    | Sverige   | MF  | Albin Sporrong (Återvänder efter lån från Nyköpings BIS) |
|    | Sverige   | A   | Douglas Karlberg (Återvänder efter lån från Skiljebo SK) |
|    | Sverige   | MF  | Kevin Custovic (Återvänder efter lån från Nyköpings BIS) |
|    | Sverige   | A   | Samuel Holm (Återvänder efter lån från Sollentuna FK)    |
|    | Sverige   | MV  | Sebastian Selin (Återvänder efter lån från Västerås IK)  |
|    | Sverige   | A   | William Videhult (Återvänder efter lån från Skiljebo SK) |

| Nr | Land      | Pos | Namn                                                     |
| -- | --------- | --- | -------------------------------------------------------- |
|    | Sverige   | F   | David Engström (från Örgryte IS)                         |
|    | Brasilien | MF  | Pedro Ribeiro (från IK Frej)                             |
|    | Sverige   | F   | Filip Almström Tähti (från Örgryte IS)                   |
|    | Sverige   | F   | Viktor Steen (Uppflyttad från U19-laget)                 |
|    | Sverige   | MF  | Albin Sporrong (Återvänder efter lån från Nyköpings BIS) |
|    | Sverige   | A   | Douglas Karlberg (Återvänder efter lån från Skiljebo SK) |
|    | Sverige   | MF  | Kevin Custovic (Återvänder efter lån från Nyköpings BIS) |
|    | Sverige   | A   | Samuel Holm (Återvänder efter lån från Sollentuna FK)    |
|    | Sverige   | MV  | Sebastian Selin (Återvänder efter lån från Västerås IK)  |
|    | Sverige   | A   | William Videhult (Återvänder efter lån från Skiljebo SK) |

| Nr | Land              | Pos | Namn                                |
| -- | ----------------- | --- | ----------------------------------- |
| 5  | Kosovo            | F   | Ilir Berisha (Klubb ej klar)        |
| 3  | Sverige           | F   | Dennis Persson (Avslutat karriären) |
| 11 | Sverige           | MF  | Petar Petrović (till Östers IF)     |
| 25 | Kongo-Brazzaville | F   | Ravy Tsouka (till Helsingborgs IF)  |
| 24 | Sverige           | F   | Dennis Botchey (Klubb ej klar)      |
| -  | Sverige           | MF  | Josef Akpinar (Klubb ej klar)       |
| 16 | Sverige           | MF  | Boris Ljevar (Klubb ej klar)        |
| 7  | Sverige           | F   | Stefan Batan (Avslutat karriären)   |
| 9  | Sverige           | A   | Emir Smajic (Avslutat karriären)    |

| Nr | Land              | Pos | Namn                                |
| -- | ----------------- | --- | ----------------------------------- |
| 5  | Kosovo            | F   | Ilir Berisha (Klubb ej klar)        |
| 3  | Sverige           | F   | Dennis Persson (Avslutat karriären) |
| 11 | Sverige           | MF  | Petar Petrović (till Östers IF)     |
| 25 | Kongo-Brazzaville | F   | Ravy Tsouka (till Helsingborgs IF)  |
| 24 | Sverige           | F   | Dennis Botchey (Klubb ej klar)      |
| -  | Sverige           | MF  | Josef Akpinar (Klubb ej klar)       |
| 16 | Sverige           | MF  | Boris Ljevar (Klubb ej klar)        |
| 7  | Sverige           | F   | Stefan Batan (Avslutat karriären)   |
| 9  | Sverige           | A   | Emir Smajic (Avslutat karriären)    |

#### Sommarövergångar 2020
| Nr | Land | Pos | Namn |
| -- | ---- | --- | ---- |

| Nr | Land | Pos | Namn |
| -- | ---- | --- | ---- |

| Nr | Land | Pos | Namn |
| -- | ---- | --- | ---- |

| Nr | Land | Pos | Namn |
| -- | ---- | --- | ---- |

### Örgryte IS

#### Vinterövergångar 2019/2020
| Nr | Land    | Pos | Namn                                                   |
| -- | ------- | --- | ------------------------------------------------------ |
|    | Sverige | MF  | Anton Andreasson (från Östers IF)                      |
|    | Sverige | MF  | Lukas Browning Lagerfeldt (från Twente)                |
|    | Sverige | MV  | David Olsson (Inlånad från IF Elfsborg)                |
|    | Sverige | F   | Samuel Ohlsson (från IFK Göteborg)                     |
|    | Sverige | F   | Joakim Karlsson (från Jönköpings Södra IF)             |
|    | Sverige | MF  | Kevin Ackermann (från BK Häcken)                       |
|    | Sverige | F   | Robin Glavak (Uppflyttad från U19-laget)               |
|    | Sverige | MF  | Otto Peterson (Återvänder efter lån från Torslanda IK) |

| Nr | Land    | Pos | Namn                                                   |
| -- | ------- | --- | ------------------------------------------------------ |
|    | Sverige | MF  | Anton Andreasson (från Östers IF)                      |
|    | Sverige | MF  | Lukas Browning Lagerfeldt (från Twente)                |
|    | Sverige | MV  | David Olsson (Inlånad från IF Elfsborg)                |
|    | Sverige | F   | Samuel Ohlsson (från IFK Göteborg)                     |
|    | Sverige | F   | Joakim Karlsson (från Jönköpings Södra IF)             |
|    | Sverige | MF  | Kevin Ackermann (från BK Häcken)                       |
|    | Sverige | F   | Robin Glavak (Uppflyttad från U19-laget)               |
|    | Sverige | MF  | Otto Peterson (Återvänder efter lån från Torslanda IK) |

| Nr | Land    | Pos | Namn                                                 |
| -- | ------- | --- | ---------------------------------------------------- |
| 11 | Sverige | A   | Gustav Ludwigson (till Hammarby IF)                  |
| 23 | Sverige | F   | David Engström (till Västerås SK)                    |
| 22 | Sverige | F   | Filip Almström Tähti (till Västerås SK)              |
| 18 | Sverige | A   | Melvin Frithzell (Klubb ej klar)                     |
| 44 | Sverige | F   | Wilmer Simonsson (Klubb ej klar)                     |
| 8  | Sverige | MF  | Jakob Lindström (till Fredrikstad)                   |
| 17 | Sverige | MF  | Alexander Bernhardsson (till IF Elfsborg)            |
| -  | Sverige | MV  | Hjalmar Bäckström (till Sävedalens IF)               |
| 2  | Sverige | F   | Joel Qwiberg (Klubb ej klar)                         |
| -  | Sverige | MV  | Oskar Blank (Klubb ej klar)                          |
| 24 | Sverige | MF  | Amin Affane (Återvänder efter lån till IFK Göteborg) |

| Nr | Land    | Pos | Namn                                                 |
| -- | ------- | --- | ---------------------------------------------------- |
| 11 | Sverige | A   | Gustav Ludwigson (till Hammarby IF)                  |
| 23 | Sverige | F   | David Engström (till Västerås SK)                    |
| 22 | Sverige | F   | Filip Almström Tähti (till Västerås SK)              |
| 18 | Sverige | A   | Melvin Frithzell (Klubb ej klar)                     |
| 44 | Sverige | F   | Wilmer Simonsson (Klubb ej klar)                     |
| 8  | Sverige | MF  | Jakob Lindström (till Fredrikstad)                   |
| 17 | Sverige | MF  | Alexander Bernhardsson (till IF Elfsborg)            |
| -  | Sverige | MV  | Hjalmar Bäckström (till Sävedalens IF)               |
| 2  | Sverige | F   | Joel Qwiberg (Klubb ej klar)                         |
| -  | Sverige | MV  | Oskar Blank (Klubb ej klar)                          |
| 24 | Sverige | MF  | Amin Affane (Återvänder efter lån till IFK Göteborg) |

#### Sommarövergångar 2020
| Nr | Land | Pos | Namn |
| -- | ---- | --- | ---- |

| Nr | Land | Pos | Namn |
| -- | ---- | --- | ---- |

| Nr | Land | Pos | Namn |
| -- | ---- | --- | ---- |

| Nr | Land | Pos | Namn |
| -- | ---- | --- | ---- |

### Östers IF

#### Vinterövergångar 2019/2020
| Nr | Land    | Pos | Namn                                                    |
| -- | ------- | --- | ------------------------------------------------------- |
|    | Sverige | F   | Billy Nordström (från IF Brommapojkarna)                |
|    | Sverige | MF  | Petar Petrović (från Västerås SK)                       |
|    | Sverige | MF  | Ammar Ahmed (från Syrianska FC)                         |
|    | Sverige | A   | Simon Alexandersson (från Kristiansund)                 |
|    | Sverige | MV  | Damir Mehić (från Gais)                                 |
|    | Sverige | MF  | Emir Avdic (Återvänder efter lån från Oskarshamns AIK)  |
|    | Sverige | A   | Gustav Ahrn (Återvänder efter lån från IK Oddevold)     |
|    | Sverige | F   | Jonathan Larsson (Återvänder efter lån från Räppe GoIF) |
|    | Sverige | F   | Victor Ericsson (Återvänder efter lån från Räppe GoIF)  |

| Nr | Land    | Pos | Namn                                                    |
| -- | ------- | --- | ------------------------------------------------------- |
|    | Sverige | F   | Billy Nordström (från IF Brommapojkarna)                |
|    | Sverige | MF  | Petar Petrović (från Västerås SK)                       |
|    | Sverige | MF  | Ammar Ahmed (från Syrianska FC)                         |
|    | Sverige | A   | Simon Alexandersson (från Kristiansund)                 |
|    | Sverige | MV  | Damir Mehić (från Gais)                                 |
|    | Sverige | MF  | Emir Avdic (Återvänder efter lån från Oskarshamns AIK)  |
|    | Sverige | A   | Gustav Ahrn (Återvänder efter lån från IK Oddevold)     |
|    | Sverige | F   | Jonathan Larsson (Återvänder efter lån från Räppe GoIF) |
|    | Sverige | F   | Victor Ericsson (Återvänder efter lån från Räppe GoIF)  |

| Nr | Land                    | Pos | Namn                                                     |
| -- | ----------------------- | --- | -------------------------------------------------------- |
| 1  | Sverige                 | MV  | Robin Malmkvist (Avslutat karriären)                     |
| 19 | Sverige                 | MF  | Anton Andreasson (till Örgryte IS)                       |
| 10 | Sverige                 | A   | David Johannesson (Klubb ej klar)                        |
| 16 | Bosnien och Hercegovina | A   | Dragan Kapcevic (Klubb ej klar)                          |
| 11 | Sverige                 | MF  | Simon Helg (Klubb ej klar)                               |
| 30 | Sverige                 | MV  | Tobias Andersson (till Kalmar FF)                        |
| 29 | Sverige                 | F   | Johannes Vall (Återvänder efter lån till IFK Norrköping) |

| Nr | Land                    | Pos | Namn                                                     |
| -- | ----------------------- | --- | -------------------------------------------------------- |
| 1  | Sverige                 | MV  | Robin Malmkvist (Avslutat karriären)                     |
| 19 | Sverige                 | MF  | Anton Andreasson (till Örgryte IS)                       |
| 10 | Sverige                 | A   | David Johannesson (Klubb ej klar)                        |
| 16 | Bosnien och Hercegovina | A   | Dragan Kapcevic (Klubb ej klar)                          |
| 11 | Sverige                 | MF  | Simon Helg (Klubb ej klar)                               |
| 30 | Sverige                 | MV  | Tobias Andersson (till Kalmar FF)                        |
| 29 | Sverige                 | F   | Johannes Vall (Återvänder efter lån till IFK Norrköping) |

#### Sommarövergångar 2020
| Nr | Land | Pos | Namn |
| -- | ---- | --- | ---- |

| Nr | Land | Pos | Namn |
| -- | ---- | --- | ---- |

| Nr | Land | Pos | Namn |
| -- | ---- | --- | ---- |

| Nr | Land | Pos | Namn |
| -- | ---- | --- | ---- |

## Allsvenskan
Se Lista över fotbollsövergångar i Allsvenskan 2020.